# Київ (село)
Київ — село в Україні, у Прибузькій сільській громаді Вознесенського району Миколаївської області. Постійне населення становить 10 осіб.
Село виникло не раніше 1922–1923 років, адже воно відсутнє на мапі 1926 року, складеній у 1922–1923 роках. На місці села позначена лише балка Чабани. Первісна назва — Червоний Київ.
2016 року село Червоний Київ було перейменовано на Київ.